# Chaerephon russatus
Chaerephon russatus é uma espécie de morcego da família Molossidae. Pode ser encontrada na Costa do Marfim, Gana, Camarões, República Democrática do Congo e Quênia.